# Rio Gallo
O rio Gallo é um afluente do rio Tejo, que percorre a província de Guadalajara, em Castilla-La Mancha (Espanha). Nasce na Sierra de Tremendal, perto do pico Caimodorro I, na chamada Fuente de las Lanas. Passa por Molina de Aragón, onde até há pouco tempo havia ainda caranguejos de rio, já praticamente extintos. Desagua no Tejo no local denominado Puente de San Pedro.